# 小德肋撒圣殿 (开罗)
小德肋撒圣殿是一座罗马天主教宗座圣殿，位于埃及首都开罗，供奉小德肋撒。该堂奠基于1931年，工程于1932年完成。
该堂属于天主教埃及亚历山大宗座代牧区管辖。1972年7月8日宣布为宗座圣殿。圣女小德肋撒在埃及的天主教徒和科普特正教徒中都很有名。覆盖地穴墙壁的数以百计的还愿牌见证了圣人的代祷。靠近该堂的地铁站也以小德肋撒命名。